# Oláh Lóránt
Oláh Lóránt (Ada, Jugoszlávia, 1979. november 23. –) magyar labdarúgó, csatár.

## Sikerei, díjai
- Magyar bajnokság
  - bajnok: 2008–09